# Suseni (rijeka)
Suseni je rijeka u Rumunjskoj županiji Gorj pritoka rijeke Șușița. Rijeka je duga 24 km.

## Pritoke
Njene pritoke, od izvora prema ušću, su:
- Lijeve: Scărișoara, Scoaba Tinicioara
- Desne: Pârâul Bogat, Scoaba Alunoasă, Igirosu, Valea Seacă, Clențu